# Pyöreäsaari (ö i Mellersta Finland, Keuruu)
Pyöreäsaari är en ö i Finland.   Den ligger i kommunen Muldia i den ekonomiska regionen  Keuru ekonomiska region  och landskapet Mellersta Finland, i den centrala delen av landet, 250 km norr om huvudstaden Helsingfors. Pyöreäsaari ligger i sjön Sinerväjärvi.